# Brunettia setiala
Brunettia setiala és una espècie d'insecte dípter pertanyent a la família dels psicòdids.

## Descripció
- Les antenes del mascle fan 1,02-1,03 mm de llargària i les ales 1,48-1,50 de llargària i 0,78-0,80 d'amplada.
- Les femelles tenen antenes de 0,74 mm de longitud i ales d'1,48-1,50 de longitud i 0,78-0,80 d'amplada.[6]

## Distribució geogràfica
Es troba a Àsia: és un endemisme de Taiwan.